# 1. Fotbalový Klub Příbram
El 1. Fotbalový Klub Příbram es un club de fútbol checo de la ciudad de Příbram. Fue fundado en 1948 y juega en la Bohemian Football League. Este es el sucesor legal del Dukla Prague, club que ganó 11 ligas nacionales entre 1953 y 1982. En el año 2000 el equipo no consiguió alcanzar un acuerdo para jugar en el estadio Na Julisce de Praga (que seguía perteneciendo al Ejército), por lo que se trasladó a Příbram, a unos 60 km de Praga, cambiando su nombre por el de FC Marila Příbram, hoy 1. FK Příbram. El Dukla de Praga había dejado de existir.

## Historia
El equipo se originó de dos clubes: el Dukla Prague semifinalista de la Copa Europea en 1966-67, un club de tradición y el FC Příbram, surgido en 1996. Příbram había jugado previamente dos temporadas en la segunda división, obteniendo la promoción de la tercera división Bohemian Football League al final de la temporada 1993-94. Dukla Prague, por otro lado, había pasado las dos temporadas anteriores en la Bohemian Football League después de haber sido relegado de la temporada inaugural de la Czech First League (Primera Liga Checa) en 1993–94.
El club compitió en la temporada 1996-97 en la Czech 2. Liga, (Segunda División Checa) jugando sus partidos como local en el Stadion Juliska en Praga. El club ganó la Liga esa temporada y ganó la promoción para subir a la Czech First League. En 1997 el club se mudó a Příbram, jugando sus partidos en Na Litavce stadium. El equipo jugó en la cima de la división, cambiando de nombre a FK Marila Příbram en el año 2000. El equipo pasó diez temporadas consecutivas en la cima hasta ser relegado en la temporada 2006-07. El club jugó en la Segunda División Checa en la temporada 2007-08, alcanzando la tercera plaza a mitad de la temporada bajo el mando del entrenador František Barát. Al final de la temporada el club consiguió y celebró su regreso a la Primera División Checa en la siguiente temporada de descender. El club cambió su nombre a 1.FK Příbram en el 2008. Příbram jugó en la promoción europea UEFA Intertoto Cup en el año 2000, alcanzando la tercera ronda del torneo. Después finalizó cuarto en la temporada 2000-01 de la Czech First League, Příbram otra vez jugó en Europa, superando al Sedán francés en la Copa UEFA de 2001-02, pero después es eliminado por el equipo griego PAOK en la segunda ronda de la competencia.

## Jugadores

### Plantilla 2019-20
Actualizado el 3 de octubre de 2019

## Participación en competiciones europeas
| Temporada | Competición   | Ronda | Club              | Cómputo global | Ida     | Vuelta  |
| --------- | ------------- | ----- | ----------------- | -------------- | ------- | ------- |
| 2000      | Intertoto Cup | 2R    | Linzer ASK        | 4-3            | 1-1 (F) | 3-2 (C) |
|           |               | 3R    | Aston Villa FC    | 1-3            | 0-0 (C) | 1-3 (F) |
| 2001/02   | UEFA Cup      | 1R    | CS Sedan Ardennes | 5-3            | 4-0 (C) | 1-3 (F) |
|           |               | 2R    | PAOK Salonica     | 3-8            | 1-6 (F) | 2-2 (C) |